# هيرواكي ميورا
هيرواكي ميورا (三浦祥朗 ميورا هيرواكي) هو مؤدي أصوات ياباني ولد في 24 مارس 1977 في محافظة ناغانو.

## أدواره في الأنمي

### مسلسلات أنمي تلفزيونية
- دراغون بول كاي - زاربون
- ون بيس - أبسالوم
- كاتاناغاتاري - مانيوا ميتسوباتشي
- إندماج الديجيمون - بلوميرامون
- بليتش - أوكو يوشيما
- سينت سيا أوميغا - ديوني
- وورلد تريغر - ريو أوتاغاوا
- النمر المقنع W - ريد ديث ماسك
- كادو و الجواب الصحيح - كوجيرو شيندو

### أنمي الإنترنت
- سيلور مون كريستال - إندو

### أوفا أنمي
- سينت سيا فصل هادس: العالم السفلي - سيغنوس هيوغا
- سينت سيا فصل هادس: إليسيون - سيغنوس هيوغا

## أدواره في ألعاب الفيديو
- سينت سيا: ذا هادس - سيغنوس هيوغا
- سينت سيا: سولجرز سول - سيغنوس هيوغا
- مغامرة جوجو الغريبة: الرياح الذهبية - باناكوتا فوغو
- مغامرة جوجو الغريبة: فانتوم بلاد - سترايتزو
- مغامرة جوجو الغريبة: أول ستار باتل - جوشو هيغاشيكاتا
- مغامرة جوجو الغريبة: آيز أوف هيفن - جوشو هيغاشيكاتا

## وصلات خارجية
- هيرواكي ميورا على موقع IMDb (الإنجليزية)
- هيرواكي ميورا على موقع ميوزك برينز (الإنجليزية)
- هيرواكي ميورا على موقع قاعدة بيانات الفيلم (الإنجليزية)
- هيرواكي ميورا على موقع كينوبويسك (الروسية)
- هيرواكي ميورا على موقع ANN person (الإنجليزية)